# 109.ª Brigada Mixta (Ejército Popular de la República)
La 109.ª Brigada Mixta fue una unidad del Ejército Popular de la República creada durante la Guerra Civil Española.

## Historial
La unidad fue creada en Utiel durante la primavera de 1937. Durante sus primera etapa por la jefatura de la 109.ª BM pasaron el teniente coronel de infantería Antonio Gil Otero y, posteriormente, el comandante de infantería Luis Pedreño Ramírez. Una vez finalizada la fase de entrenamiento, la brigada fue asignada al Ejército de Extremadura. Estaba previsto que hubiese participado en el llamado Plan P —preparado por el coronel Aureliano Álvarez-Coque— que finalmente no se llevó a cabo.
En mayo de 1937 la 109.ª BM quedó encuadrada en la 37.ª División del VII Cuerpo de Ejército.
El 8 de julio la unidad fue enviada al sector de Miajadas para intentar cerrar la ruptura del frente que se había producido como consecuencia del mal desempeño de las brigadas mixtas 20.ª y 63.ª ante un choque con fuerzas franquistas. En febrero de 1938 tomó parte en varias acciones limitadas en el frente extremeño que no tuvieron mucho éxito.
En junio de 1938 la 109.ª BM envió a dos compañías para intentar reforzar la amenazada posición de la 91.ª Brigada Mixta en el río Zújar. Una semanas después, durante el mes de julio, la 109.ª Brigada intervino en combates directos con las fuerzas franquistas con la intención de cortarles el paso en la zona del río Guadiana; pero ante la presión enemiga hubo de retirarse hacia La Coronada, tras sufrir pérdidas. La brigada sería finalmente destruida cuando se produjo el Cierre de la Bolsa de Mérida.
La 109.ª Brigada Mixta sería reconstituida nuevamente, aunque no participó en la Ofensiva de Valsequillo de enero de 1939. En el final de la guerra, con el desplome del Ejército Popular de la República, sus integrantes acabaron en su mayor parte internados en el campo de concentración franquista de Casas de Don Pedro, donde serían exterminados sus oficiales y mandos junto con otros cargos políticos leales a la República.

## Mandos
Comandantes
- Teniente coronel Antonio Gil Otero;[4]
- Comandante de infantería Luis Pedreño Ramírez;
- Mayor de milicias Antonio de Blas García;
- Mayor de milicias Timoteo Reboiro Jiménez;
- Mayor de milicias Juan Guijarro Iniesta;

Comisarios
- Ernesto Herrero Zalagán, del JSU/PCE.